# Tenryu Saburo
Tenryu Saburo (jap. 天竜 三郎; 1. studenog 1903. – 20. kolovoza 1989.), japanski majstor borilačkih vještina. Izravni je učenik Moriheija Ueshibe.

## Životopis
Tenryu Saburo je rođen kao Saburo Wakuta u prefekturi Shizuoka. Bio je profesionalni sumo hrvač. Kao vođa "incidenta Shunjuen", u kojem su štrajkali mnogi hrvači, napustio je udrugu japanskih japanskih sumo hrvača 1932. godine. S ostalim hrvačima osnovao je "Rishiki skupinu za veliki Japan", pri tome želeći reformirati sustav, koji je opisao kao "feudalni". Zbog financijskih poteškoća grupa se raspustila 1937. godine. Godine 1939. pozvao je učitelje japanskih borilačkih vještina u Mandžuriju. Tom prilikom je otkrio Aiki-Budo Moriheija Ueshibe i istog dana postao njegov učenik.
Godine 1957. provedene su reforme u sumou koje je Saburo podržao.

## Vanjske povezice
- Sumo champion Tenryu and Morihei Ueshiba by Stanley Pranin